# バーナーディニ
バーナーディニ (Bernardini) はアメリカ合衆国の競走馬。2006年のプリークネスステークスなどに優勝し活躍した。ベルナルディーニと表記するメディアもあるが、現地アメリカでは英語に引っ張られるためバーナーディニと発音される。

## 戦績
2006年1月にデビュー。初戦こそ4着に敗れたものの、2戦目では7馬身3/4差で圧勝し、さらに続くウィザーズステークスも3馬身3/4差で快勝した。そしてプリークネスステークスに挑むと、人気を集めていた無敗のケンタッキーダービー優勝馬バーバロがスタート直後に競走を中止するアクシデントがあった中、バーナーディニは5馬身1/4差で圧勝した。
この後ベルモントステークスには出走せずに約2ヶ月間休養した後、まずジムダンディステークスを勝つと、続くトラヴァーズステークスではベルモントステークス2着のブルーグラスキャットに7馬身1/2差をつけて圧勝し、さらにジョッキークラブゴールドカップステークスでは初めての古馬との対戦となったがこれにも圧勝、6連勝でブリーダーズカップ・クラシックに向かった。
ここでは、同じく7連勝と快進撃を続けていたラヴァマンを抑えて1番人気となり、レースでも3コーナーで早めに仕掛けて4コーナーで先頭に立つが、最後にインヴァソールに抜かれて2着だった。このレースの後に引退が発表され、ケンタッキー州のジョナベルファームにおいて種牡馬となることが決まった。2007年の種付け料は10万ドル。
2006年度エクリプス賞最優秀3歳牡馬に選ばれている。

### 競走成績
| 出走日     | 競馬場             | 競走名               | 格 | 距離  | 着順 | 騎手             | 着差      | 1着（2着）馬         |
| ---------- | ------------------ | -------------------- | -- | ----- | ---- | ---------------- | --------- | -------------------- |
| 2006.01.07 | ガルフストリーム   | メイドン             |    | D6f   | 4着  | J.ベイリー       | 5 1/4馬身 | Excluvie Quality     |
| 2006.03.04 | ガルフストリーム   | メイドン             |    | D8f   | 1着  | E.プラード       | 7 3/4馬身 | (High Finance)       |
| 2006.04.29 | アケダクト         | ウィザーズS          | G3 | D8f   | 1着  | J.カステリャーノ | 3 3/4馬身 | (Doc Cheney)         |
| 2006.05.20 | ピムリコ           | プリークネスS        | G1 | D9.5f | 1着  | J.カステリャーノ | 5 1/4馬身 | (Sweetnorthernsaint) |
| 2006.07.29 | サラトガ           | ジムダンディS        | G2 | D9f   | 1着  | J.カステリャーノ | 9馬身     | （Minister's Bid）   |
| 2006.08.26 | サラトガ           | トラヴァーズS        | G1 | D10f  | 1着  | J.カステリャーノ | 7 1/2馬身 | (Bluegrass Cat)      |
| 2006.10.07 | ベルモントパーク   | ジョッキークラブ金杯 | G1 | D10f  | 1着  | J.カステリャーノ | 6 3/4馬身 | (Wanderin Boy)       |
| 2006.11.04 | チャーチルダウンズ | BCクラシック         | G1 | D10f  | 2着  | J.カステリャーノ | 1馬身     | Invasor              |

## 種牡馬時代
2007年から種牡馬生活を送り、2009年にはシャトル種牡馬としてオーストラリアでも供用されている。2010年に初年度産駒がデビュー。2頭の2歳G1勝ち馬を輩出する上々の滑り出しを切り、北米のファーストクロップサイアーランキングで3位となった。2011年には2010年のエクリプス賞年度代表馬で数々の連勝記録を打ち立てた歴史的名牝ゼニヤッタの初年度の配合相手に選ばれ、2012年の種付け料は前年の7万5000ドルから倍額の15万ドルになるなど、生産界の期待も大きい。
2021年7月30日、蹄葉炎のため繋養先のジョナベルファームで死亡。

### 主な産駒
- 2008年産
  - エージーウォーリア / A Z Warrior - フリゼットステークス
  - ビオンデッティ / Biondetti - グランクリテリウム
  - ステイサースティ / Stay Thirsty - トラヴァーズステークス、シガーマイルハンデキャップ
  - トゥオナーアンドサーブ / To Honor and Serve - ウッドワードステークス、シガーマイルハンデキャップ
- 2009年産
  - アルファ / Alpha - トラヴァーズステークス、ウッドワードステークス
  - ボバン / Boban - エプソムハンデキャップ、エミレーツステークス、チッピングノートンステークス、ドゥームベン10000、メムジーステークス
- 2010年産
  - ルードアウェイクニング / Ruud Awakening - ダイヤモンドステークス
- 2011年産
  - デイムドロシー / Dame Dorothy - ヒューマナディスタフステークス
  - ゴーインディゴー / Go Indy Go - シャンペンステークス (オーストラリア)
- 2012年産
  - カヴォーティング / Cavorting - テストステークス
- 2013年産
  - グリーンポイントクルセイダー / Greenpointcrusader - シャンペンステークス (アメリカ合衆国)
  - レイチェルズヴァレンティーナ / Rachel's Valentina - スピナウェイステークス
- 2017年産
  - アートコレクター / Art Collector - ウッドワードステークス、ペガサスワールドカップ
  - ウエストウィルパワー / West Will Power - スティーブンフォスターステークス

### 母の父としての主な産駒
- 2013年産
  - ハンターオライリー / Hunter O'Riley - ユナイテッドネイションズステークス
- 2015年産
  - カトリックボーイ / Catholic Boy - ベルモントダービーインビテーショナルステークス、トラヴァーズステークス
  - エンジェルオブトゥルース / Angel Of Truth - オーストラリアンダービー
- 2016年産
  - セレンゲティエクスプレス / Serengeti Empress - ケンタッキーオークス、バレリーナステークス
  - ダンバーロード / Dunbar Road - アラバマステークス
- 2017年産
  - マックスフィールド / Maxfield - ブリーダーズフューチュリティステークス、クラークステークス
  - ウィックドウィスパー / Wicked Whisper - フリゼットステークス
  - パリスライツ / Paris Lights - コーチングクラブアメリカンオークス
  - カーネルリアム / Colonel Liam - ペガサスワールドカップターフ2回、オールドフォレスター・ターフクラシックステークス
- 2018年産
  - グレツキーザグレート / Gretzky The Great - サマーステークス
  - クレリエール / Clairiere - コティリオンステークス、オグデンフィップスステークス2回、アップルブロッサムハンデキャップ
  - エンブレムロード / Emblem Road - サウジカップ
  - スピーカーズコーナー / Speaker's Corner - カーターハンデキャップ
  - デュジュール / Du Jour - フランク・E・キルローマイルステークス
- 2019年産
  - マタレヤ / Matareya - エイコーンステークス、ダービーシティディスタフステークス
- 2022年産
  - イマーシヴ / Immersive - スピナウェイステークス、アルシバイアディーズステークス、ブリーダーズカップ・ジュヴェナイルフィリーズ
  - チャンサーマクパトリック / Chancer McPatrick - 米ホープフルステークス、米シャンペンステークス
  - ラカラ / La Cara - アッシュランドステークス、エイコーンステークス
  - ソヴリンティ / Sovereignty - ケンタッキーダービー、ベルモントステークス

## 血統表
| バーナーディニ (Bernardini)の血統（ボールドルーラー系 / Bold Ruler4×5×5=12.50%、Dr. Fager4×5=9.38%、Nearctic5×5=6.25%） | バーナーディニ (Bernardini)の血統（ボールドルーラー系 / Bold Ruler4×5×5=12.50%、Dr. Fager4×5=9.38%、Nearctic5×5=6.25%） | バーナーディニ (Bernardini)の血統（ボールドルーラー系 / Bold Ruler4×5×5=12.50%、Dr. Fager4×5=9.38%、Nearctic5×5=6.25%） | （血統表の出典）       | （血統表の出典） |
| 父 A.P. Indy 1989 黒鹿毛 アメリカ                                                                                       | 父の父Seattle Slew 1974 黒鹿毛 アメリカ                                                                                 | Bold Reasoning | Boldnesian             | Boldnesian       |
| 父 A.P. Indy 1989 黒鹿毛 アメリカ                                                                                       | 父の父Seattle Slew 1974 黒鹿毛 アメリカ                                                                                 | Bold Reasoning | Reason to Earn         |                  |
| 父 A.P. Indy 1989 黒鹿毛 アメリカ                                                                                       | 父の父Seattle Slew 1974 黒鹿毛 アメリカ                                                                                 | My Charmer | Poker                  | Poker            |
| 父 A.P. Indy 1989 黒鹿毛 アメリカ                                                                                       | 父の父Seattle Slew 1974 黒鹿毛 アメリカ                                                                                 | My Charmer | Fair Charmer           |                  |
| 父 A.P. Indy 1989 黒鹿毛 アメリカ                                                                                       | 父の母Weekend Surprise 1980 鹿毛 アメリカ                                                                               | Secretariat | Bold Ruler             | Bold Ruler       |
| 父 A.P. Indy 1989 黒鹿毛 アメリカ                                                                                       | 父の母Weekend Surprise 1980 鹿毛 アメリカ                                                                               | Secretariat | Somethingroyal         |                  |
| 父 A.P. Indy 1989 黒鹿毛 アメリカ                                                                                       | 父の母Weekend Surprise 1980 鹿毛 アメリカ                                                                               | Lassie Dear | Buckpasser             | Buckpasser       |
| 父 A.P. Indy 1989 黒鹿毛 アメリカ                                                                                       | 父の母Weekend Surprise 1980 鹿毛 アメリカ                                                                               | Lassie Dear | Gay Missile            |                  |
| 母 Cara Rafaela 1993 芦毛 アメリカ                                                                                      | 母の父Quiet American 1986 鹿毛 アメリカ                                                                                 | Fappiano | Mr. Prospector         | Mr. Prospector   |
| 母 Cara Rafaela 1993 芦毛 アメリカ                                                                                      | 母の父Quiet American 1986 鹿毛 アメリカ                                                                                 | Fappiano | Killaloe               |                  |
| 母 Cara Rafaela 1993 芦毛 アメリカ                                                                                      | 母の父Quiet American 1986 鹿毛 アメリカ                                                                                 | Demure | Dr. Fager              | Dr. Fager        |
| 母 Cara Rafaela 1993 芦毛 アメリカ                                                                                      | 母の父Quiet American 1986 鹿毛 アメリカ                                                                                 | Demure | Quiet Charm            |                  |
| 母 Cara Rafaela 1993 芦毛 アメリカ                                                                                      | 母の母Oil Fable 1986 芦毛 アメリカ                                                                                      | Spectacular Bid | Bold Bidder            | Bold Bidder      |
| 母 Cara Rafaela 1993 芦毛 アメリカ                                                                                      | 母の母Oil Fable 1986 芦毛 アメリカ                                                                                      | Spectacular Bid | Spectacular            |                  |
| 母 Cara Rafaela 1993 芦毛 アメリカ                                                                                      | 母の母Oil Fable 1986 芦毛 アメリカ                                                                                      | Northern Fable | Northern Dancer        | Northern Dancer  |
| 母 Cara Rafaela 1993 芦毛 アメリカ                                                                                      | 母の母Oil Fable 1986 芦毛 アメリカ                                                                                      | Northern Fable | Fareway Fable F-No.4-m |                  |